# Diecezja San Severo
Diecezja San Severo – diecezja rzymskokatolicka we Włoszech. Powstała w 1580 z terenu zlikwidowanych diecezji  Civitate i diecezji Dragonara.

## Lista ordynariuszy diecezjalnych
- 1581–1582: Martino De Martinis
- 1583–1604: Germanico Kardinal Malaspina
- 1604–1605: Ottavio de Vipera
- 1606–1615: Fabrizio Kardinal Varallo
- 1615–1625: Vincenzo Caputo
- 1625–1629: Francesco Ventura
- 1629–1635: Domenico Ferro
- 1635–1650: Francesco Antonio Sacchetti
- 1650–1651: Leonardo Severoli
- 1655–1657: Giovan Battista Monti
- 1658–1670: Francesco Denza
- 1670–1677: Orazio Fortunato
- 1678–1701: Carlo Felice De Matta
- 1703–1716: Carlo Francesco Giocoli
- 1717–1735: Adeodato Summantico
- 1736–1739: Giovanni Scalea
- 1739–1761: Bartolomeo Mollo
- 1761–1765: Angelo Antonio Pallante
- 1766–1767: Tommaso Battiloro
- 1768–1775: Eugenio Benedetto Scaramuccia
- 1775–1793: Giuseppe Antonio Farao
- 1797–1804: Giovanni Gaetano del Muscio
- 1818–1829: Giovan Camillo Rossi
- 1826–1829: Bernardo Rossi
- 1832–1843: Giulio de Tommasi
- 1843–1858: Rocco de Gregorio
- 1858–1889: Antonio la Scala
- 1889–1893: Bernardo Gaetani d'Aragona
- 1894–1895: Stanislao M. De Luca
- 1895–1904: Bonaventura Gargiulo
- 1905–1911: Emanuele Merra
- 1913–1921: Gaetano Pizzi
- 1922–1941: Oronzo Luciano Durante
- 1942–1960: Francesco Orlando
- 1960–1970: Valentino Vailati
- 1970–1985: Angelo Criscito
- 1985–1991: Carmelo Cassati, M.S.C.
- 1991–1996: Silvio Cesare Bonicelli
- 1997–2006: Michele Seccia
- 2006–2017: Lucio Angelo Renna, O. Carm.
- 2017–2022: Giovanni Checchinato
- od 2023: Giuseppe Mengoli